# Joan Vila i Dilmé
Joan Vila i Dilmé (Castellfollit de la Roca, 26 de setembre de 1965) és un zelador, auxiliar d'infermeria i assassí en sèrie català. Conegut com el zelador d'Olot i també com l'Àngel de la mort, és el responsable d'onze assassinats confessos entre l'agost de 2009 i l'octubre de 2010 a ancians d'entre 80 i 96 anys a la residència geriàtrica Fundació La Caritat d'Olot.
Condemnat l'any 2014 pel Tribunal Suprem d'Espanya a 127 anys i mig de presó per gerontocidi múltiple amb tècniques que feien agonitzar brutalment les víctimes, Vila i Dilmé és el criminal amb més assassinats comesos a Espanya durant el segle xxi i el quart assassí en sèrie de la història d'aquest estat.

## Biografia

### Infància i joventut
Joan Vila i Dilmé va néixer a Castellfollit de la Roca (Garrotxa) l'any 1965, fill d'una família obrera del sector dels embotits. De caràcter molt asocial, sedentari i amb poca traça pels estudis, la premsa del cas el descriu com un jove sense un entorn social sòlid i amb una forta inseguretat personal per causa del seu acne, la seva indefinició sexual i de gènere i una tremolor significativa a les mans. Un cop confès dels assassinats que va cometre, Vila i Dilmé va reconèixer que durant tota la seva infància i joventut es va sentir com una dona en el cos d'un home i que la seva homosexualitat també va influenciar els seus hàbits —fet que els psquiatres van confirmar com un sentiment d'angoixa vital.

### Trajectòria professional prèvia al gerontocidi massiu
Vila i Dilmé va recloure's durant uns temps en un petit apartament familiar de Castelló d'Empúries, on podia mantenir l'anonimat, i posteriorment va obrir a Figueres la perruqueria Tons Cabell-Moda, que va haver de tancar poc després possiblement per una estafa del seu soci. Posteriorment va entrar en una espiral de canvis de feina tot passant per un negoci de plàstics, el sector del tèxtil i de la restauració al Casino de Peralada i en una pista d'esquí, així com cursos formatius diversos de cuina, quiromassatge, modista i reflexologia.
Després de formar-se en diversos oficis, Vila i Dilmé va aconseguir ser contractat per la petita residència geriàtrica privada El Mirador de Banyoles, a Banyoles, on va exercir la seva primera feina com a zelador durant uns vuit mesos. Allà hi va ser molt ben valorat per tot el personal i els residents com una persona molt afectuosa i atenta. També va treballar al centre psiquiàtric de Salt durant un breu període, just abans de ser contractat a La Caritat d'Olot, on va cometre el gerontocidi massiu.

### Perfil psiquiàtric adult
Transcorreguda la trentena d'anys, la simptomatologia mental de Joan Vila i Dilmé es va accentuar negativament. Patia crisis de pànic, una autoestima molt baixa i seguia sent excessivament influenciable. Fumador empedreït, li fou detectat el trastorn obsessivocompulsiu i la seva tremolor i suor de mans va empitjorar molt, fet que l'amoïnava especialment. A més a més, consumia moltes begudes energètiques, sovint mesclades amb ansiolítics i alcohol, era un maniàtic de l'ordre i seguia una rutina alimentària compulsiva.
Paral·lelament, Vila i Dilmé també va començar a desenvolupar una afició inaudita cap a la tanatopràxia i al maquillatge i vestimenta dels difunts, que més endavant demostraria durant l'etapa en què va cometre els fets criminals i que els Mossos d'Esquadra també van detectar al disc dur del seu ordinador personal un cop detingut. També va adquirir múltiples llibres sobre fenòmens paranormals, la mort i la tanatopràxia, per causa del seu vincle amb una perruquera del barri. L'home va començar a ser medicat sota supervisió psiquiàtrica, i més endavant, un cop empresonat després dels crims, li seria finalment diagnosticat un trastorn obsessiu compulsiu amb brots depressius greus addicionals.

## Fets criminals d'Olot

### Primers assassinats (agost del 2009 - setembre del 2010)
A principis del 2006, i després d'haver treballat a Banyoles i a Salt, Joan Vila i Dilmé va ser contractat com a auxiliar d'infermeria a la residència geriàtrica Fundació La Caritat d'Olot, a tocar del riu Fluvià. En aquell moment, el centre era dirigit per un dels seus psicòlegs, Joan Sala, que no va veure cap perill en el nou zelador. Els seus torns de feina es dividien entre festius i caps de setmana, de manera que treballava en hores amb poca afluència de personal.
L'inici dels assassinats múltiples va tenir lloc 3 anys i mig després de començar a treballar-hi, l'agost de 2009. Vila i Dilmé va cometre els seus primers assassinats amb dos mètodes inicials diferents. El primer era un còctel de barbitúrics i fàrmacs: els triturava i mesclava amb aigua i els administrava a la víctima per via oral. L'altre mètode l'aplicava a aquells ancians que eren diabètics, injectant-los una sobredosi d'insulina amb una xeringa per via intravenosa. Aquests assassinats els va cometre de manera molt espaiada, cada dos o tres mesos fins a la tardor de 2010, i durant la mort diversos familiars van relatar que el seu patiment fou agònic, alguns fins i tot sagnant per la boca. Les víctimes, d'entre 80 i 96 anys i la majoria dones, van ser fins aquell moment Rosa Barbures Pujol, Francisca Matilde Fiol, Teresa Puig Boixadera, Isidra García Aseijas, Carme Vilanova Viñolas, Lluís Salleras Claret, Joan Canal Julià i Montserrat Canalias Muntada.

### Darrers assassinats (setembre i octubre de 2010)
Des del 2006 fins al moment previ als tres darrers gerontocidis, el zelador es lamentava amb la resta del personal del geriàtric que «totes les ancianes li morien a ell». La resta de personal del centre va coincidir a afirmar que Vila i Dilmé era un treballador exemplar, eficient i atent amb totes les persones internades al geriàtric. A més a més, esmerçava molts esforços a arreglar les víctimes difuntes i li agradava explicar amb detalls a la família les circumstàncies de la mort. A les acaballes de setembre, Vila i Dilmé va començar a patir un canvi de caràcter i es va mostrar més intransigent i violent. Afirmava que estava fart de les persones velles, que volia canviar de feina per dedicar-se a la tanatopràxia, i després de l'assassinat de Joan Canal Julià, que es va produir el 19 de setembre de 2010, Vila i Dilmé va obligar una companya de feina a entrar a l'habitació del difunt.
Els seus darrers tres assassinats es van produir de manera molt consecutiva, entre el 12 i el 17 d'octubre: va matar Sabina Masllorens i Sala el 12 d'octubre; Montserrat Guillamet Bartolich el 16 d'octubre, i Paquita Gironès i Quintana, l'endemà, el 17 d'octubre. En aquests tres crims, i per causa del seu increment de violència, el zelador va canviar de tàctica i en va emprar una de molt més cruel i agònica: o bé els feia beure lleixiu o bé els injectava àcid desincrustant i altres substàncies corrosives a la boca amb una xeringa de grans dimensions. Aquesta tècnica matava les víctimes amb un llarg i intens dolor provocat per greus cremades internes d'hipoclorit de sodi a l'esòfag, a les mucoses internes i als pulmons. Al llarg d'aquella setmana, Vila i Dilmé va confessar en el judici que havia estat bevent vi amb Coca-Cola durant 10 dies. Pel que fa a la víctima Sabina Masllorens i Sala, més endavant va reconèixer que després de matar-la va arribar a casa i es va dutxar i posar la televisió sense cap remordiment. Pel seu vetllatori va assistir al tanatori, on es va estar animant la família durant tanta estona que fou convidat pels familiars a romandre en la vetlla del nucli familiar íntim.

### L'última víctima: Paquita Gironès i Quintana

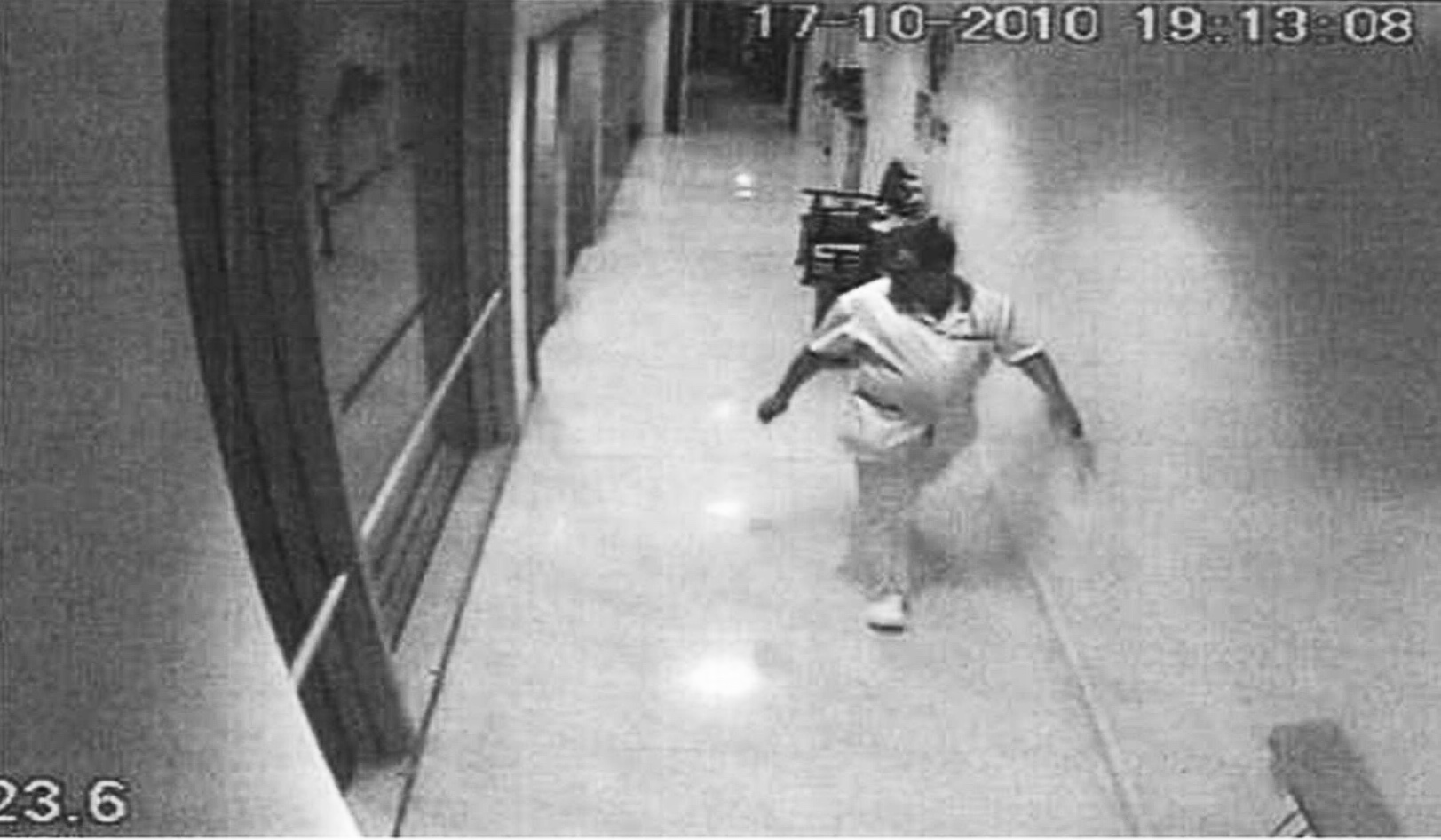
Joan Vila i Dilmé instants abans de cometre l'assassinat de Paquita Gironès i Quintana a La Caritat. Aquest registre de les càmeres de seguretat per part dels Mossos d'Esquadra van ser una de les proves que van permetre que l'assassí confessés els fets.

La darrera víctima mortal de Joan Vila i Dilmé, Paquita Gironès i Quintana, va ser qui va generar les primeres sospites del seu assassí, i el seu cadàver va ser el detonant per a la seva detenció. Gironès i Quintana era una vídua, sense fills i amb episodis de demència senil. Havia estat internada a La Caritat uns quants anys abans i va desenvolupar una relació molt tensa amb Vila i Dilmé, a qui va intentar denunciar durant més d'un mes per maltractaments. Si bé es referia a ell com a «malparit» i assegurava que l'havia bufetejada, ni el personal del geriàtric ni la seva neboda en van fer cas. Tanmateix, durant les perquisicions policials i el judici es va confirmar que Vila i Dilmé va traslladar Gironès i Quintana en cadira de rodes a una sala del geriàtric sense càmeres de videovigilància. Després d'aquell moment, la vella va aparèixer amb una ferida a la cara i alguns hematomes als pits, i a partir d'aquest moment va començar a assegurar que Vila volia matar-la.
El vespre del 17 d'octubre, i segons la mateixa declaració del zelador, havia estat bevent tot el dia cava i vi amb Coca-Cola amb una actitud pletòrica després de l'assassinat del dia anterior. Vila i Dilmé es va dirigir a l'habitació de Paquita Gironès i Quintana després d'haver-la sentida estossegar. Allà, i en veure que l'anciana mostrava signes de desorientació i dificultats per a respirar, va dirigir-se al magatzem de la neteja i allà va omplir una xeringa amb un producte de neteja (un desincrustant àcid) que va administrar a la boca de la vella. Gironès i Quintana va començar a estossegar i a expulsar el líquid, fet pel qual la van traslladar a l'hospital, on va morir.

### Detenció
Els assassinats de Joan Vila i Dilmé van ser descoberts de manera fortuïta i arran de l'anàlisi forense del cadàver de Paquita Gironès i Quintana. El metge forense que va revisar la víctima a l'hospital (on havia mort) es va negar a certificar-ne la mort natural i va avisar els Mossos d'Esquadra el 18 d'octubre al vespre. L'equip d'investigació, liderat per l'inspector Josep Monteys, va arribar a la conclusió que la ingestió d'àcid desincrustant que havia matat Gironès i Quintana no se l'havia pogut prendre la dona, de manera que algú l'hi havia subministrat i allò podia ser un homicidi. Els Mossos, revisant les càmeres de seguretat de La Caritat van veure que el zelador s'havia tancat a la sala de la neteja durant els moments previs al crim. Després d'interrogar a tot el personal treballador del centre geriàtric, la policia va fer veure que tenia més informació de la que realment tenia, i durant l'interrogatori a Joan Vila i Dilmé, aquest va confessar els seus dos primers crims, i va ser detingut i posat a disposició del jutge.

## Judici pels crims d'Olot

### Confessió i exhumacions judicials
Els dies posteriors a la seva detenció, quan fou posat a disposició judicial al Jutjat d'instrucció núm. d'Olot, Joan Vila i Dilmé va confessar l'autoria de les morts de les tres darreres víctimes: Sabina Masllorens i Sala, Montserrat Guillamet Bartolich i Paquita Gironès i Quintana. L'assassí va relatar que la mort de les tres ancianes el va fer sentir «com si fos Déu» i que el patiment que els va infligir amb les substàncies corrossives havia estat únicament «un gra de sorra comparat amb la plenitud de la seva mort». El jutjat, davant aquesta declaració, va decretar presó provisional comunicada i sense fiança per tres delictes d'assassinat i el zelador fou internat al Centre Penitenciari Brians 1 de Barcelona.
Un mes després, el zelador va sol·licitar novament una compareixença voluntària davant el jutjat per confessar que en total havia matat 11 persones velles durant la seva estada laboral al geriàtric La Caritat. Inicialment, el seu advocat Carles Monguilod, que sempre va confessar una relació excel·lent i molt afable amb el seu client, va provar de justificar si els assassinats havien estat una estratègia d'eutanàsia de Vila i Dilmé per reduir el patiment de les seves víctimes. El jutge va decretar l'exhumació dels cadàvers d'altres víctimes per a l'autòpsia, atès que de les 56 morts d'ençà que el zelador havia començat a treballar a La Caritat, 27 s'havien produït en els seus torns de feina (48,2%). Mesos més tard, el febrer del 2011, els resultats de l'Institut Nacional de Toxicologia i els de l'Institut de Medicina Legal de Catalunya —ambdós sol·licitats pel jutge— no van poder aclarir del cert si altres víctimes havien estat assassinades amb barbitúrics o fins i tot si algunes de les que Vila i Dilmé havia confessat realment havien estat enverinades, atès l'elevat grau de descomposició dels cadàvers. Així doncs, no es va poder arribar a determinar mai si el nombre d'assassinats fou realment superior o no.

### Judici a l'Audiència Provincial de Girona
El judici va començar el 27 de maig del 2013 a l'Audiència Provincial de Girona. Confés d'onze crims però afirmant que no volia fer mal a les ancianes i que l'alleujava veure-les difuntes, Joan Vila i Dilmé es va enfrontar inicialment a una pena de més de 200 anys de presó per onze delictes d'assassinat, dels quals els tres darrers amb l'agreujant d'acarnissament. L'acusació va sostenir que l'assassí aprofitava els moments en els quals hi havia molt poc personal al centre i que les víctimes mortals, d'edat molt avançada, es trobaven indefenses i soles a les seves habitacions.
El judici va durar dues setmanes i hi van participar més de 120 testimonis i pèrits. Pel que fa a l'avaluació psiquiàtrica, el coordinador de la Unitat d'Hospitalització Psiquiàtrica de Catalunya, Álvaro Muro, va declarar al judici que l'acusat era una persona bondadosa amb la gent del seu voltant, però que la seva solitud i introversió l'havien tornat progressivament més perillós. Tot i el tractament psiquiàtric que havia estat rebent els darrers anys, la resta de pèrits que el van avaluar van afirmar que Vila i Dilmé no és pas un psicòpata ni tampoc pateix cap desdoblament de personalitat o una mala diferenciació entre el bé i el mal, i que per tant no hi havia motius per a apel·lar a aquests motius com a atenuant dels assassinats.

### Sentència final i ratificació del Tribunal Suprem

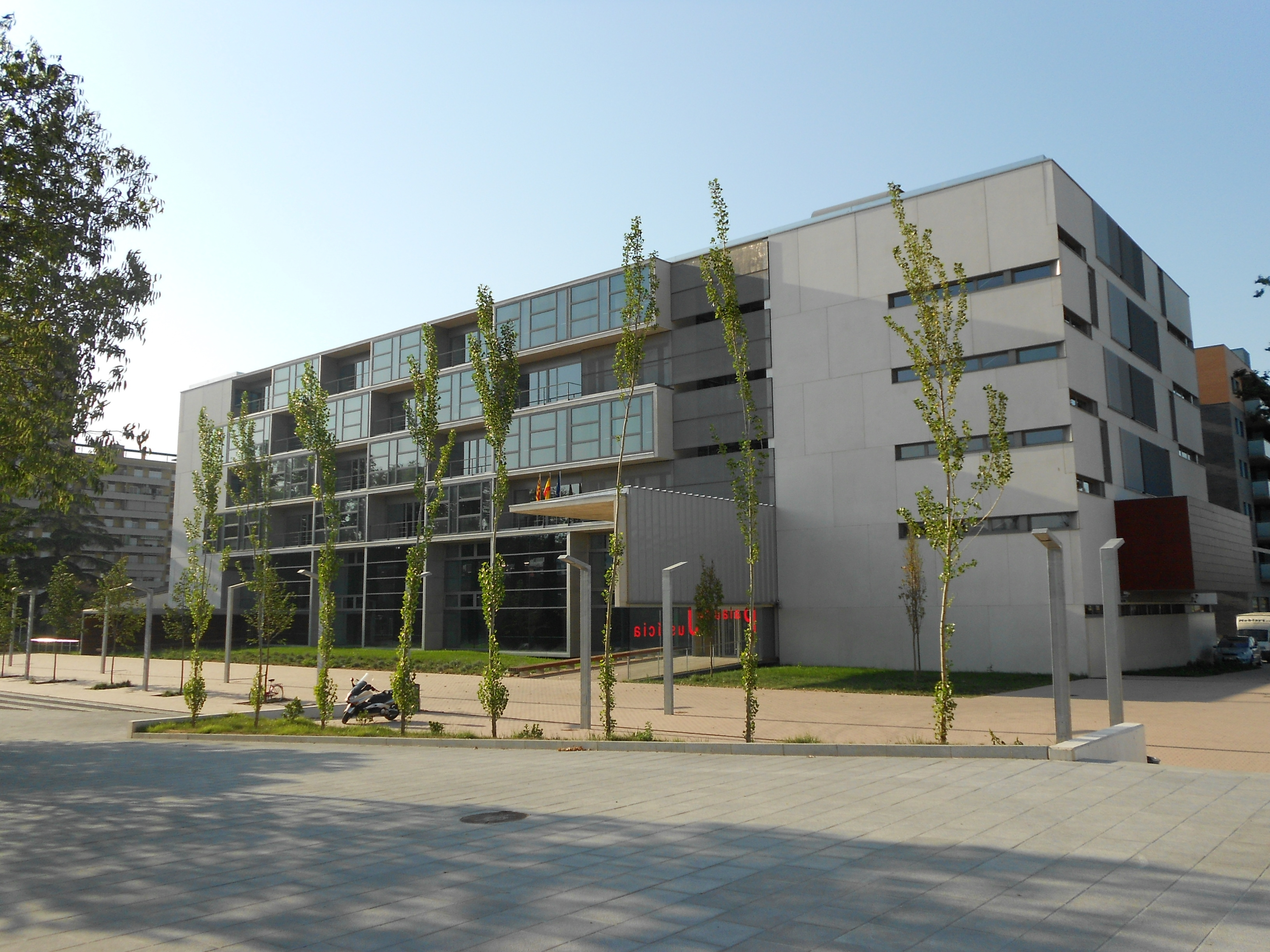
L'Audiència Provincial de Girona va condemnar al zelador d'Olot a 127 anys i mig de presó i a una indemnització de 369.000 euros per l'assassinat amb traïdoria d'onze ancians (9 dones i 2 homes).

El 21 de juny de 2013 l'Audiència Provincial de Girona, a través d'un jurat popular format de cinc homes i quatre dones va sentenciar Joan Vila i Dilmé, en aquell moment a l'edat de 47 anys, a una pena de 127 anys i mig de presó per l'assassinat d'onze persones amb l'agreujant de traïdoria i tres dels quals també amb el d'acarnissament. Pel que fa als deu primers assassinats, les penes imposades van oscil·lar entre els deu i els tretze anys de presó amb l'atenuant de confessió, si bé per a la darrera víctima, Paquita Gironès i Quintana, se li va aplicar la pena màxima de vint anys i deu mesos per causa dels agreujants de traïdoria i crueltat —eximint l'assassí del possible atenuant molt qualificat de confessió. En total, dels 194 anys de presó possibles, el culpable va ser sentenciat amb 127 anys. Addicionalment, li va ser prohibit d'acostar-se a menys de cent metres o comunicar-se amb qualsevol dels familiars de les víctimes mortals durant un període de 10 anys. Per bé que la pena imposada fou de 127 anys, l'estada màxima establerta per la normativa penal en aquests casos era de 40 anys a presó, als quals es va decidir d'aplicar-li els beneficis penitenciaris a la pena global, fet que n'endarreriria la sortida de la presó, establerta al Centre Penitenciari Puig de les Basses, a Figueres.
En termes econòmics, l'import de les indemnitzacions totals pels assassinats comesos van ascendir als 369.000 euros per a Vila i Dilmé, en concepte de responsabilitat civil derivada del delicte. A més a més, el jutge també va imposar part d'aquest import al centre geriàtric La Caritat d'Olot, basant-se en l'article del Codi Penal espanyol que explicita que les persones jurídiques titulars d'un establiment on algun treballador ha comès un delicte també són responsables civils subsidiàries. Nogensmenys, aquesta indemnització econòmica, d'entre 6.000 i 39.000 euros segons la vinculació de cada víctima amb les seves famílies, va ser assumida per l'asseguradora Zurich Insurance Group.
La defensa de Joan Vila i Dilmé va interposar un recurs al Tribunal Superior de Justícia de Catalunya al·legant que s'havia vulnerat la presumpció d'innocència del seu client, tot condemnant-lo a presó utilitzant únicament la confessió com a prova (les anàlisis de les autòpsies havien estat inconcluses). El TSJC, així i tot, va confirmar la sentència i les penes el 24 de febrer de 2014. Més endavant, el recurs de cassació que també fou interposat per la representació de Joan Vila i Dilmé al Tribunal Suprem d'Espanya, fou desestimat el 10 d'octubre de 2014 per la Sala Segona (Sala del Penal) d'aquest òrgan —que a més a més va imposar les despeses del recurs a la defensa i li va retreure que durant el judici admetés els onze crims i, un cop condemnat, en posés vuit en dubte.